# 杉野文則
杉野 文則（すぎの ふみのり、1963年1月25日 - ）は、日本の実業家。
株式会社ビーマップ創業者で、同社代表取締役社長。

## 人物・来歴
1987年東京農工大学工学部卒業、同年日本油脂入社。
1998年ビーマップを設立し、代表取締役社長に就任。2002年にはナスダック・ジャパンに上場し、モバイルアプリケーションの開発などを進め、2008年ビーマップ取締役会長に就任。2012年ビーマップ代表取締役社長に復帰。2017年にはジェイアール東日本企画などとMedia to Mobile to Store（MMS）を行うMMSマーケティングを設立し、取締役に就任。モバイル・コンテンツ・フォーラム常務理事なども兼任。趣味は海外旅行。